# Lokalkolorit

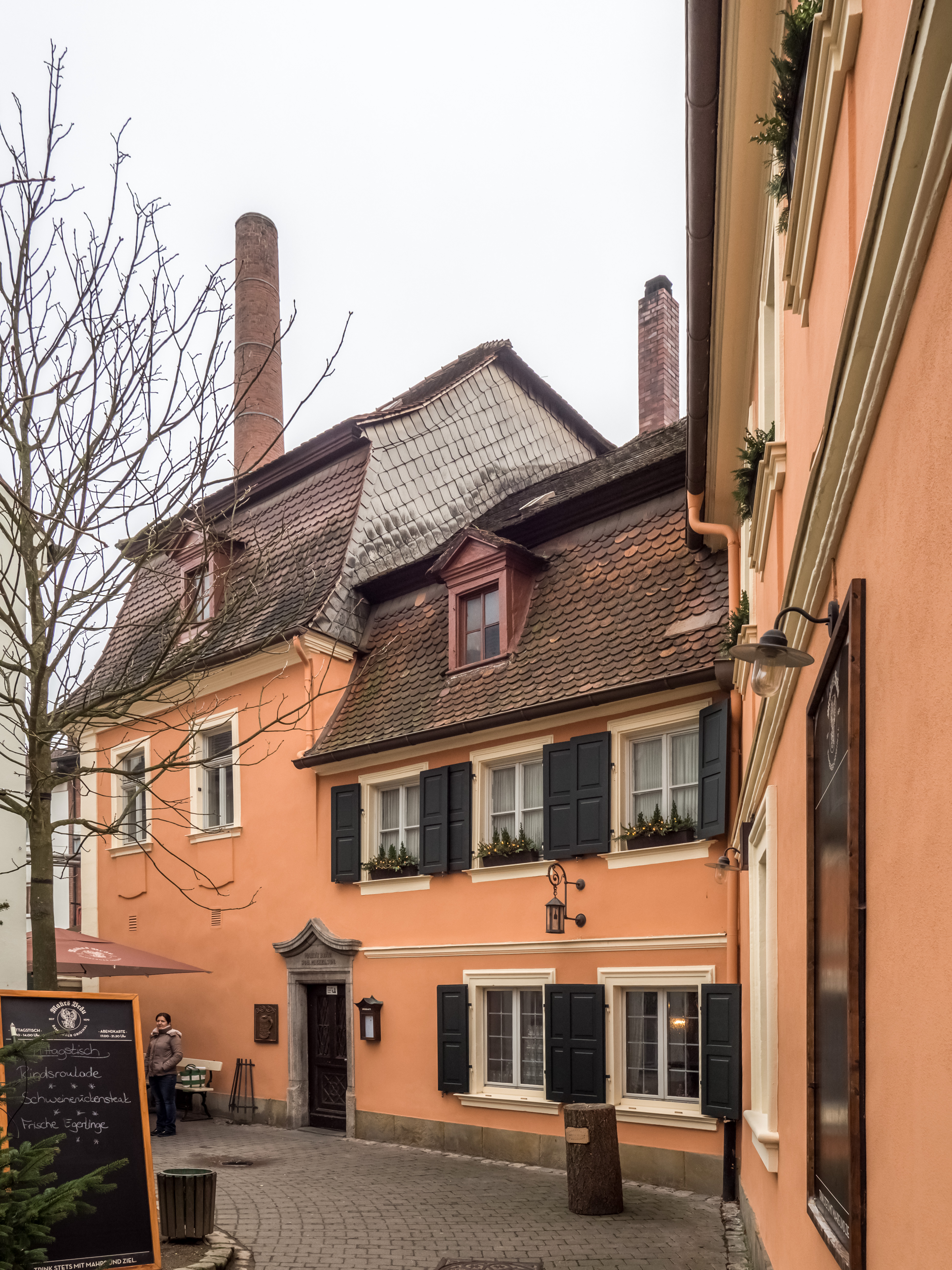
Lokalkolorit in Bierfranken: Brauereigasthof Mahr/Wunderburg in Bamberg

Unter Lokalkolorit (von frz. couleur locale: ‚örtliche Färbung‘) versteht man die Eigenart und Atmosphäre, die einen Ort, eine Gegend oder Landschaft auszeichnen. Dies können Sehenswürdigkeiten (Eiffelturm, Kölner Dom, Hamburger Hafen), Feierlichkeiten (Oktoberfest, Kirchweihen, Weinfeste), Tracht und Brauchtum (Karneval, Fastnacht, Fasching, Plantanz), Spiele (Schafkopf, Skat) oder Dialekte sein. Eine besondere Rolle (aber mit geringerer Beachtung in Norddeutschland) spielt die Gastronomie (in Bayern die Wirtshauskultur) mit ihren unzähligen Spezialitäten und charakteristischen Örtlichkeiten (bayerische Biergärten, fränkische Bierkeller oder in Österreich das Wiener Kaffeehaus). Eine Schlüsselfunktion kommt beim Lokalkolorit naturgemäß dem alles prägenden, örtlichen Lebensstil der Menschen zu – in englischsprachigen Ländern spricht man in diesem Zusammenhang eher von Regionalismus (regionalism).

## Begriff
Der Begriff Kolorit bezieht sich ursprünglich auf die Farbgebung eines Gemäldes. Weil die Bühnenbilder bis zum Ende des 19. Jahrhunderts gemalt waren, konnte er sich auf die Illusionstechnik der Theaterbühne beziehen. Im weiteren Sinne wurde er auch auf die Kostüme, die Musik und andere Komponenten der Bühnenaufführung übertragen. Im 18./19. Jahrhundert bildete sich die Vorstellung, dass ein Kolorit regionale Besonderheiten charakterisieren könne.
Das Lokalkolorit auf Bildern, in Texten und in der darstellenden Kunst wirkt oft auf die Wahrnehmung des Originals zurück: So erklärte Goethe seinen mitteleuropäischen Lesern in der Italienischen Reise, dass ein Marktplatz in Neapel so aussehe wie eine Marktszene in der italienischen Opera buffa („Volksleben in Neapel“). Oft werden zum Klischee erstarrte Vorstellungen herangezogen, um einen Schauplatz in einem literarischen Werk oder einem Film zu charakterisieren. Besonderheiten werden so dargestellt, dass sie einen Wiedererkennungseffekt haben.
Lokalkolorit kann entweder das Eigene, Vertraute oder das Fremde, Ungewohnte hervorheben. Vor allem dämpft es das potenziell Beunruhigende jedes Fremden, indem es ihm eine touristische Erkennbarkeit und Verfügbarkeit verleiht. In diesem Sinne ist es in Romanen, Film- und Fernsehformaten allgegenwärtig: „Das Lokalkolorit ist nichts Nebensächliches, sondern gehört zum Schema der geordneten Welt, die durch das Außergewöhnliche bedroht wird.“ So werden zum Beispiel in vielen in Paris spielenden Filmen der Eiffelturm gezeigt, schmissige Akkordeonmusik eingespielt und Baguettes kaufende Baskenmützenträger dargestellt. Eine lange Tradition hat das orientalische Lokalkolorit (Minarette, Turbane und bunte Teppiche etc.).
In der Linguistik ist von Lokalkolorit die Rede, wenn fremdsprachige oder nicht standardsprachliche Wörter und Wendungen unübersetzt oder unkorrigiert bleiben, um ein Besonderes oder Fremdes zu charakterisieren (wie etwa „Reverend“ statt „Hochwürden“ in einem aus dem Englischen übersetzten Text).

## Geschichte
In der Genremalerei gibt es Lokalkolorit spätestens seit dem 17. Jahrhundert. Als Gegenbewegung zum Klassizismus, der sich von den lokalen Beschränkungen zu lösen versuchte, erfuhr das Lokalkolorit einen Auftrieb im 18. Jahrhundert, auch im Zuge der Aufwertung des Bürgertums, seiner Sprache und seiner Lebensweise. Die populäre Türkenoper versammelte dagegen alles auf der Bühne, was für fremd und exotisch gehalten wurde. Die Romantik versuchte sich von antiken Vorbildern zu lösen und das Lokale zu verklären, etwa in den sogenannten Volksliedern und Volksmärchen.
In der Zeit des Biedermeier erfuhr das Lokalkolorit einen Höhepunkt. Nun war es stärker einem Realismus verpflichtet, der die wahrhaftige Schilderung sozialer Verhältnisse behauptete. Im Theater entstand etwa die Lokalposse oder das ernst gemeinte Lebensbild mit Dialekten und Anspielungen auf lokale Bräuche, lokale Architektur und Geografie. Der Verismus in Literatur und Theater verschärfte den Wahrheitsanspruch solcher Darstellungen. Bei Bearbeitungen beliebter Stücke zeigte sich allerdings oft, dass ihr Lokalkolorit beliebig ausgetauscht werden konnte. Ein spätes Beispiel ist die Wiener Operette Servus, servus (1935) von Robert Stolz, die in Italien als Ciao, ciao und in der Schweiz als Grüezi, grüezi gegeben wurde. – Das Fremde oder Ferne als ungenau definiertes Lokalkolorit behauptete sich in Theaterformen wie der Feerie und der Extravaganza.
Lokalkolorit als Leistung einer Illusionsmaschinerie zeigte sich etwa seit der Mitte des 19. Jahrhunderts: in Panoramen und Dioramen, später in Völkerschauen oder Themenparks wie Venedig in Wien.
Heute hat Lokalkolorit in Gestalt lieb gewonnener Klischees eine touristische Bedeutung, indem sich Reiseziele den Erwartungen der Gäste anpassen. Im Historienfilm bemüht man sich um einigermaßen genaue Recherche der lokalen Umstände, aber meist ohne Berücksichtigung sprachlicher Eigenheiten. Das „orientalische“ Lokalkolorit als Zeichen für das Fremde und Abenteuerliche verschiebt sich im Fantasyfilm oft auf eine neutralere Fantasiewelt, in der eine wertende Darstellung von Hautfarbe oder Kleidungsgewohnheiten vermieden wird.